# Hidrisco
Hidrisco (en griego antiguo: ὑδρίσκη, romanizado: hidriskē, en latín: hydriscus; diminutivo, 'pequeña hidria')

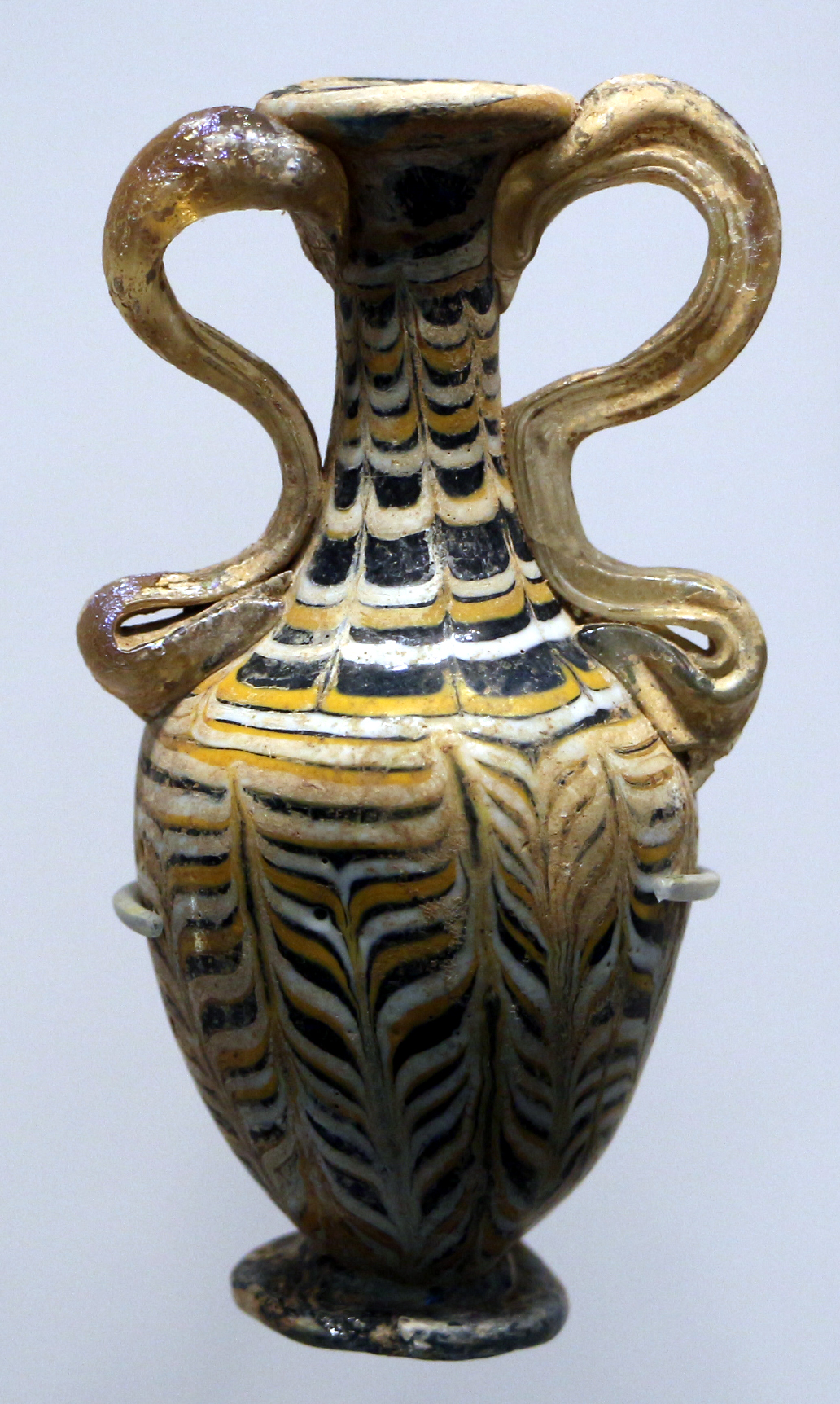
Hidrisco de vidrio, aprox. 350–290 a. C.

Como lo sugiere su nombre, era una pequeña hidria. Los hidriscos se fabricaban de cerámica y de vidrio.

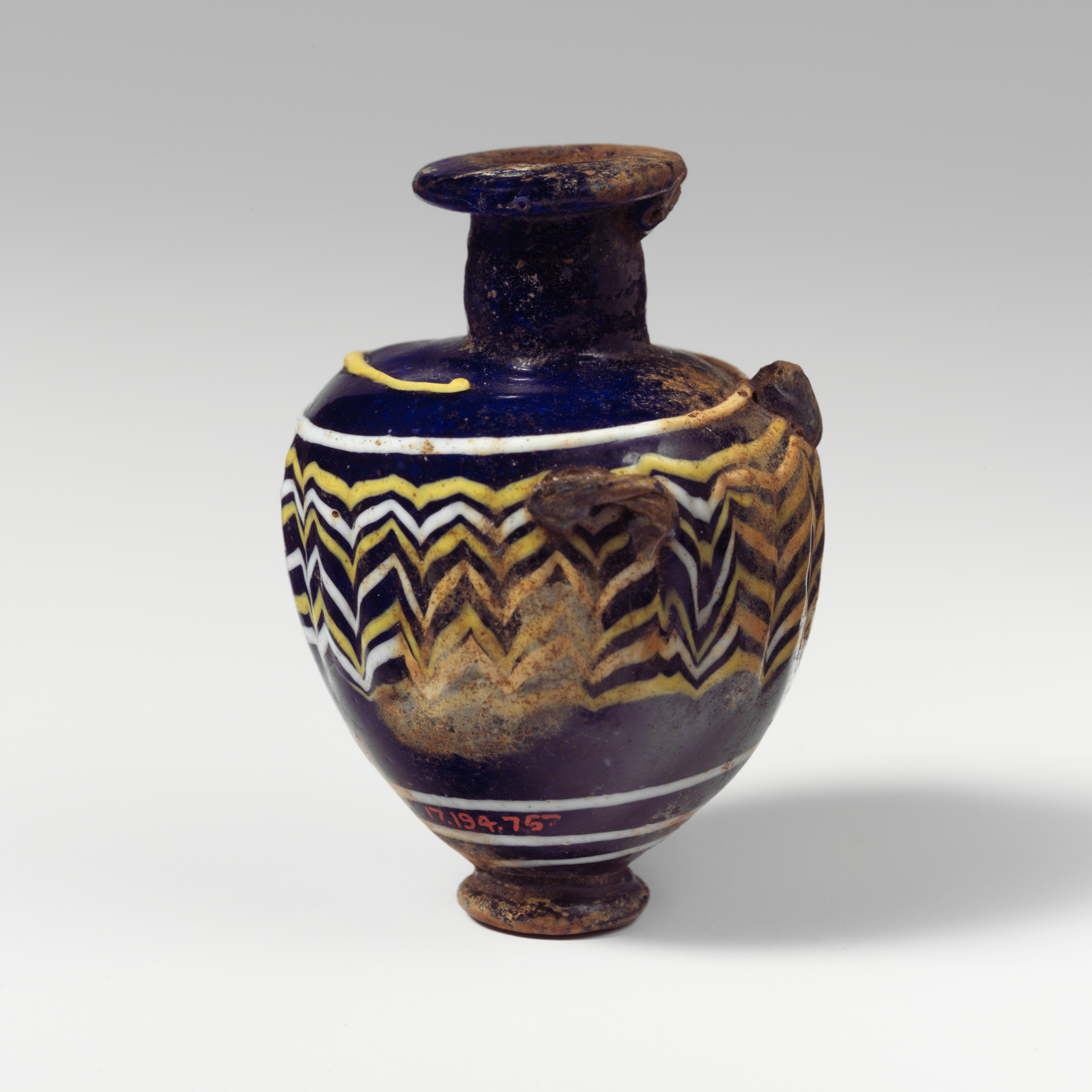
Hidrisco de vidrio, siglo III a. C.
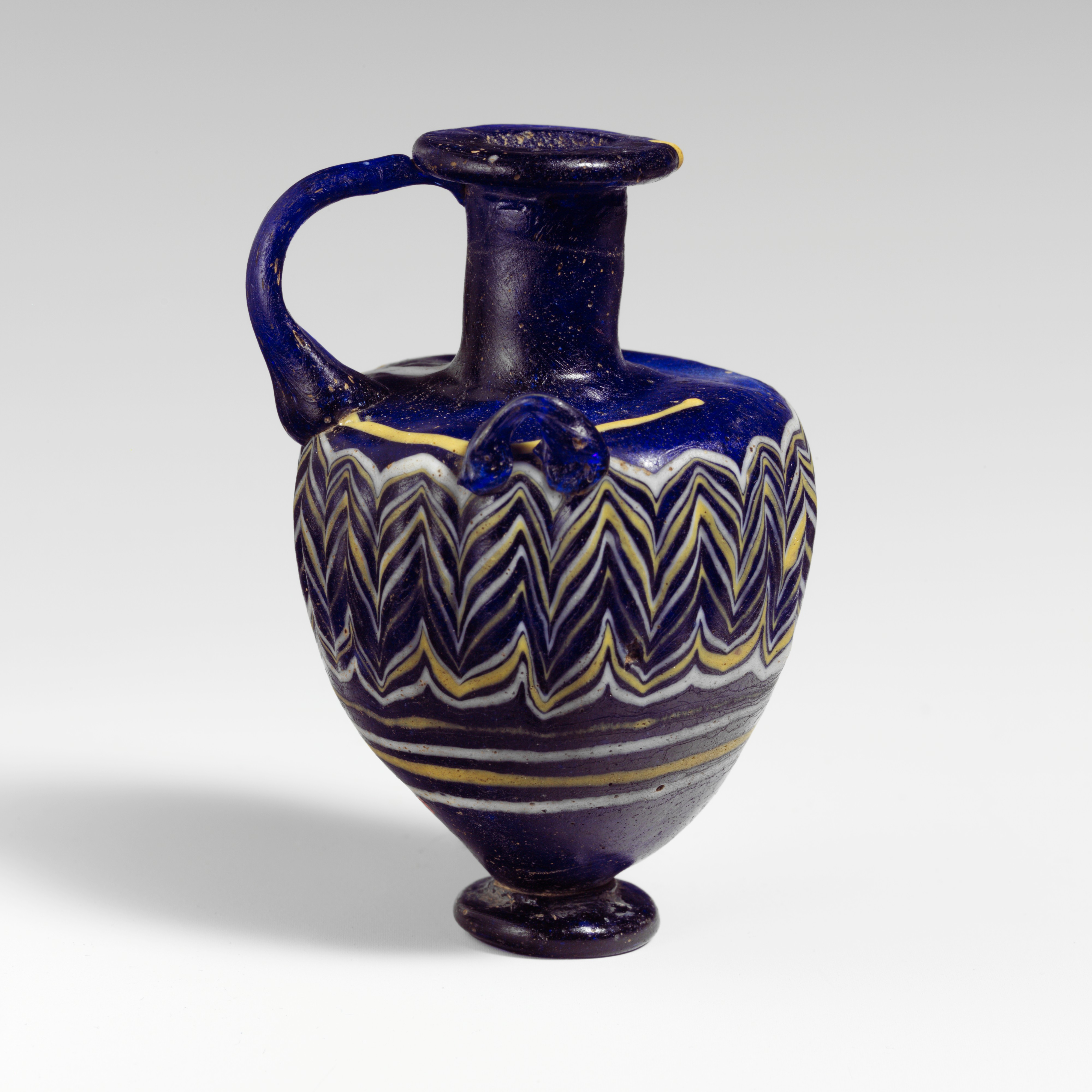
Hidrisco de vidrio,siglo III a. C.